# Patterson-UTI Energy
Patterson-UTI Energy est une entreprise américaine qui fait partie de l'indice NASDAQ-100